# Авраам Пападопулос
Авраам Пападопулос (грец. Αβραάμ Παπαδόπουλος, нар. 3 грудня 1984, Мельбурн, Австралія) — грецький футболіст, півзахисник клубу «Олімпіакос».

## Клубна кар'єра
Авраам Пападопулос почав футбольну кар'єру почав у складі салонікського «Аріса». Разом із командою двічі грав у фіналі Кубка Греції (2005 року «Аріс» програв «Олімпіакосу» 3:0, і в 2008 році також «Аріс» програв «Олімпіакосу» 2:0). У 2008 році Авраама Пападопулоса номінували на звання найкращий гравець Греції, але зрештою це звання отримав Дімітріс Салпінгідіс. У 2008 році гравцем цікавилось київське «Динамо», донецький «Шахтар» і санкт-петербурзький «Зеніт».
Після закінчення сезону 2007/2008 Пападопулос не продовжив контракту з «Арісом» і в липні перейшов до «Олімпіакосу» з міста Пірей за 2,5 мільйони євро. В новому клубі Авраам провів сім сезонів, вигравши за цей час п'ять національних чемпіонатів і три національні кубки.
1 вересня 2014 року на правах вільного агента підписав однорічний контракт з турецьким «Трабзонспором».

## Збірна
За національну футбольну збірну Греції до 21 року Авраам Пападопулос виступав з 2002, зігравши 9 матчів.
Вперше в національну збірну Греції викликаний тренером Отто Рехагелем 1 лютого 2008 року. У збірній дебютував 5 лютого 2008 в матчі проти Чехії. Після провального гостьового матчу з Молдовою поступився місцем в основному складі Вангелісу Морасу. Учасник Чемпіонату світу 2010 року в ПАР, у відбірковому турі на світову першість під час зустрічі із Люксембургом на 90 хвилині матчу забив автогол. Зустріч завершилась із рахунком 2:1.
Улітку 2012 року був включений до збірної на чемпіонат Європи, проте вже в першому матчі проти збірної Польщі отримав травму і пропустив решту турніру.
Наразі[коли?] провів у формі головної команди країни 37 матчів.

## Титули і досягнення
- Чемпіон Греції (8):

«Олімпіакос»: 2008–09, 2010–11, 2011–12, 2012–13, 2013–14, 2019–20, 2020–21, 2021–22
- Володар Кубка Греції (4):

«Олімпіакос»: 2008–09, 2011–12, 2012–13, 2019–20